# District d'Uznach
Le district d'Uznach était un ancien district du canton de Saint-Gall.

## Histoire
Le district est créé en 1803 et disparaît en 1831, remplacé par les districts de Gaster et de See.